# 卡努杜斯农民起义
卡努杜斯农民起义（Guerra de Canudos）是1895年至1898年期間巴西合众国与巴西东北部地区巴伊亞州卡努杜斯居民之间發生的战争。 

## 历史
卡努杜斯居民之大多为印第安人和混血种人，他們以农牧业为生，而且他們的農作物的四分之三要交給庄园主。1893年，巴西合众国政府向當地居民发布征税令，結果當地人民焚毁征税令，並且與巴伊亚州的警察發生衝突。截至1897年1月，卡努杜斯反對巴西當局的武裝已达3万人，并占领了60个地主庄园。巴西當局共出兵4次，前3次被反政府武裝擊潰。1897年6月中旬，政府發動第四次圍剿，国防部长到前线親自督战。10月5日，政府軍攻入卡努杜斯，将其夷为平地，并屠杀了當地居民。卡努杜斯农民起义被镇压。